# Episodi di Xena - Principessa guerriera (quinta stagione)
La quinta stagione della serie televisiva Xena - Principessa guerriera, composta da 22 episodi, è stata trasmessa per la prima volta negli Stati Uniti, in Syndication, dal 27 settembre 1999. Le fonti differiscono in parte sulle date di prima tv originali, tanto è vero che secondo IMDb e Movieplayer.it l'ultimo episodio è stato trasmesso in prima visione il 15 maggio 2000, mentre secondo The TVDB l'ultimo episodio è stato trasmesso il 22 maggio 2000. Il DVD della stagione è stato pubblicato a partire dal 19 ottobre 2004.
In Italia, la stagione è stata trasmessa in prima visione su Italia 1 dal 12 febbraio al 12 marzo 2002.
Questa stagione inizia con una première a dir poco eccezionale ambientata tra Inferno e Paradiso e prosegue con la resurrezione di Xena e Olimpia e con la gravidanza di Xena incinta dello spirito reincarnato (e purificato) di Callisto. È la stagione che prelude (e si concluderà con) il crepuscolo degli dei profetizzato dalle Parche: avverrà quando un bimbo non generato dall'uomo verrà alla luce. Giove identifica il bambino: è il figlio di Xena. Inizia così una lotta tra Xena e Olimpia, che difendono Evi (figlia di Xena), e gli dei, che cercano di ucciderla. Le uniche divinità che aiutano le eroine sono Venere (che definisce Olimpia come sua migliore amica) e Marte (innamorato di Xena). Xena e Olimpia si fingono morte per salvare Evi e vengono ibernate in una grotta di ghiaccio da Marte, dove rimangono per 25 anni. Al loro risveglio scoprono che Evi è ora Livia, figlia di Roma e persecutrice dei seguaci di Belur (morto per mano di Marte in Xena e il trionfo dell'amore). La sua redenzione dà a Xena il potere di uccidere gli dèi e la possibilità di liberare il genere umano dal loro dominio, risparmiando però Marte e Venere.
| nº | Titolo originale           | Titolo italiano                       | Prima TV USA      | Prima TV Italia  |
| -- | -------------------------- | ------------------------------------- | ----------------- | ---------------- |
| 1  | Fallen Angel               | Xena e il ritorno dall'Aldilà         | 27 settembre 1999 | 12 febbraio 2002 |
| 2  | Chakram                    | Xena ritrova se stessa                | 4 ottobre 1999    | 13 febbraio 2002 |
| 3  | Succession                 | Xena e l'erede di Marte               | 11 ottobre 1999   | 14 febbraio 2002 |
| 4  | Animal Attraction          | Xena e il villaggio termale           | 18 ottobre 1999   | 15 febbraio 2002 |
| 5  | Them Bones, Them Bones     | Xena contro lo spirito dannato        | 25 ottobre 1999   | 18 febbraio 2002 |
| 6  | Purity                     | Xena e la polvere nera                | 8 novembre 1999   | 19 febbraio 2002 |
| 7  | Back in the Bottle         | Xena e la sconfitta del dragone verde | 15 novembre 1999  | 20 febbraio 2002 |
| 8  | Little Problems            | Xena e il sortilegio di Venere        | 22 novembre 1999  | 21 febbraio 2002 |
| 9  | Seeds of Faith             | Xena e il trionfo dell'amore          | 10 gennaio 2000   | 22 febbraio 2002 |
| 10 | Lyre, Lyre, Hearts of Fire | Xena e la lira di Tersicore           | 17 gennaio 2000   | 23 febbraio 2002 |
| 11 | Punch Lines                | Xena e la risata di Lacrimante        | 24 gennaio 2000   | 25 febbraio 2002 |
| 12 | God Fearing Child          | Xena e la fine di Giunone e Giove     | 5 febbraio 2000   | 26 febbraio 2002 |
| 13 | Eternal Bonds              | Xena e la minaccia degli dèi          | 12 febbraio 2000  | 27 febbraio 2002 |
| 14 | Amphipolis Under Siege     | Xena e Marte contro Minerva           | 19 febbraio 2000  | 28 febbraio 2002 |
| 15 | Married with Fishsticks    | Xena e l'amnesia di Olimpia           | 21 febbraio 2000  | 1º marzo 2002    |
| 16 | Lifeblood                  | Xena e la leggenda delle amazzoni     | 13 marzo 2000     | 4 marzo 2002     |
| 17 | Kindred Spirits            | Xena e la punizione di Corilo         | 20 marzo 2000     | 5 marzo 2002     |
| 18 | Antony & Cleopatra         | Xena e Antonio e Cleopatra            | 24 aprile 2000    | 6 marzo 2002     |
| 19 | Looking Death in the Eye   | Xena e le lacrime della Morte         | 24 aprile 2000    | 7 marzo 2002     |
| 20 | Livia                      | Xena e la sfida di Livia              | 1º maggio 2000    | 8 marzo 2002     |
| 21 | Eve                        | Xena e il ricatto di Marte            | 8 maggio 2000     | 11 marzo 2002    |
| 22 | Motherhood                 | Xena e la caduta degli dèi            | 15 maggio 2000    | 12 marzo 2002    |

## Xena e il ritorno dall'Aldilà
- Titolo originale: Fallen Angel
- Diretto da: John Fawcett
- Scritto da: R.J. Stewart

### Trama
Corilo in montagna incontra Andromeda e le chiede notizie di Xena e Olimpia, l'amazzone gli mostra i loro corpi ancora appesi alle croci. Il guerriero sconvolto prende la decisione di riportare i corpi delle sue amiche in Grecia facendosi aiutare dall'amazzone e Belur. Intanto gli spiriti di Xena e Olimpia, volati via nell'ultima puntata, sono in una specie di Limbo (che assomiglia al Gran Canyon) dove all'improvviso compaiono degli angeli da una Luce i quali le sollevano in volo, quando all'improvviso dei demoni attaccano gli angeli e le fanno precipitare. Mentre cade, Xena viene afferrata da un demone con le sembianze di Callisto, però viene salvata da angeli dalle ali nere, gli arcangeli; uno di loro, Michele, le comunica che Olimpia è precipitata negli inferi, Xena è decisa a salvarla ma l'arcangelo le dice che non può scendere negli inferi finché non espierà tutte le sue colpe o rischierà di rimanere intrappolata laggiù per sempre. La principessa guerriera lo avverte che non le interessa e andrà a salvare la sua amica. Olimpia si risveglia accanto al demone Callisto che le fa capire che se mangerà diventerà come lei. Olimpia rifiuta, è fiduciosa che la sua amica la verrà a salvare. Nel mondo terreno Corilo, Andromeda e Belur disperati, dopo aver messo fuori gioco le guardie, tolgono dalle croci i corpi delle loro amiche, mentre nel Limbo Michele spiega a Xena che, se vuole un paio di ali per andare a salvare la sua amica, deve diventare un arcangelo e per farlo deve entrare in una grotta dove l'aspetta una scelta: un percorso di fuoco o uno di pioggia. La principessa guerriera sceglie il fuoco, l'arcangelo le spiega che quello è il fuoco purificatore e che quando l'acqua prodigiosa avrà lavato le sue colpe lei sarà un arcangelo. Mentre gli arcangeli si preparano al salvataggio Callisto forza Olimpia a mangiare così diventa un demone, subito dopo fanno incursione gli arcangeli che portano in salvo Olimpia ma, mentre combattono, Xena decide di donare la sua luce a Callisto perdendo così i suoi poteri di arcangelo e diventando un demone. La scena riprende con gli angeli che cercano di salvare lo spirito di Olimpia immergendola nell'acqua prodigiosa, ma Xena come demone è pericolosa, infatti sta preparando l'invasione dei cieli da parte dei demoni. In cielo Olimpia incontra Callisto che sembra aver dimenticato tutto il male compiuto, Michele le spiega che è così che Callisto doveva essere se la principessa guerriera non avesse sterminato la sua famiglia. Intanto, nel mondo terreno, i loro amici hanno deciso di seppellirle in quelle montagne perché il ritorno in Grecia sarebbe troppo pericoloso. Anche Olimpia diventa un arcangelo, la sua prova consisteva nel perdonare Callisto; la battaglia tra demoni e arcangeli inizia, Xena va a cercare Olimpia chiedendole di andare con lei all'Inferno per restare insieme ma l'amica rifiuta, così iniziano a combattere; nel mondo terreno Belur, allontanatosi dagli amici, si sente in colpa per gli insegnamenti dati a Olimpia che l'hanno portata alla morte, così inizia a pregare; la preghiera arriva a Callisto angelo che lo esorta a curare i corpi suo e di Xena con il suo tocco. Belur, raggiunti i corpi delle due donne, cerca di curarle e ci riesce proprio quando la Xena demone stava per portare con sé Olimpia arcangelo nel regno delle tenebre. Le due amiche si svegliano tra la gioia degli amici Belur, Andromeda e Corilo; Callisto arcangelo, come ultimo gesto, cura la ferita che ha procurato a Xena alla schiena, in questo modo guadagna la possibilità di raggiungere la sua famiglia in cielo.
- Nota: 91º episodio della serie, trilogia di Xena esclusa.

## Xena ritrova se stessa
- Titolo originale: Chakram
- Diretto da: Doug Lefler
- Scritto da: Chris Manheim

### Trama
Kal, un dio della guerra, manda i suoi seguaci a catturare Xena, la quale però non riesce a difendersi, come se non ne fosse nemmeno capace, infatti i nemici vengono allontanati da Olimpia e Andromeda. Quest'ultima restituisce a Xena il suo chakram, il cerchio rotante distrutto, ma Xena non sembra riconoscerlo, le è successo qualcosa dopo la sua resurrezione, non sembra aver perso la memoria, piuttosto è come se si fosse distanziata dal suo passato di guerriera. Olimpia spiega a Belur che non può più prendere il suo esempio, in effetti anche Belur lo aveva già capito, lei ha compreso che la via dell'amore incondizionato non fa per lei, Xena non sembra voler nemmeno tornare a essere la guerriera di prima, praticamente si è trasformata nella persona che Olimpia aveva sempre sperato che diventasse, ma ora invece ha capito che non è più la Xena che ha imparato ad amare: ora Olimpia ha compreso che ciò che fa di Xena una persona eccezionale è il modo in cui lei ha sempre bilanciato il bene e il male nel suo animo, mentre ora che non sente più il desiderio di combattere non avverte nemmeno l'esigenza di proteggere i deboli dai malvagi. Kal fa rapire Xena, lui desidera il chakram che ha il potere di uccidere gli Dei ed è intrappolato in un sigillo (raffigurante lo yin e yang) che può essere spezzato solo da una persona con un animo puro, solo Xena può riuscirci (evidentemente avendo perso la memoria del suo passato di lotte e violenza il suo animo è ora incontaminato) il chakram di Xena e quello magico sono complementari, se si unissero divenendo una cosa sola, il chakram magico perderebbe il potere di uccidere gli Dei. Sopraggiunge Marte che affronta Kal permettendo a Xena di scappare tornando dai suoi amici. Mentre Xena si fa il bagno Marte si presenta a lei, cercando di sedurla, effettivamente lei sembra debole davanti al dio della guerra che le offre di dominare il mondo al suo fianco ritenendo che solo con la forza potranno portare ordine, tuttavia Marte va via quando arriva Olimpia. Il problema è che il chakram magico è troppo pericoloso, sia Marte che Kal lo vogliono perché un'arma capace di uccidere gli altri Dei conferirebbe a uno di loro un potere assoluto anche sugli altri, quindi Xena, Olimpia, Belur, Andromeda e Corilo vanno nel tempio dove il sigillo è custodito, lì affrontano i soldati di Kal, infine Corilo trova il coraggio di confessare a Olimpia il suo amore per lei, lasciandola senza parole. Xena riesce a liberare il chakram magico dal sigillo, ma non ha il coraggio di usarlo contro Marte e Kal. Xena inserisce nel sigillo sia il chakram magico che quello distrutto, che per merito del sigillo si ricompone, Kal attacca Olimpia, a quel punto per difendere l'amica Xena usa il chakram magico uccidendo Kal, recupera totalmente la memoria e unisce i due chakram, adesso ne possiede uno completamento nuovo, privo di poteri magici ma comunque più efficace rispetto a quello che aveva prima, con esso sconfigge i soldati di Kal. Xena ha privato il chakram magico dei suoi poteri perché riteneva poco prudente avere in suo possesso un'arma che avesse la facoltà di uccidere gli Dei essendo una responsabilità troppo grande da gestire. Olimpia prova un po' di imbarazzo nei confronti di Corilo per via della sua confessione, ma lui non si aspetta nulla da lei. Belur riprende il suo viaggio separandosi da Xena e Olimpia.
- Nota: 92º episodio della serie, trilogia di Xena esclusa.

## Xena e l'erede di Marte
- Titolo originale: Succession
- Diretto da: Rick Jacobson
- Scritto da: Steven L. Sears

### Trama
Marte è a letto con la sua amante, la guerriera Mavican, a capo di un gruppo di briganti. Mavican tenta di convincerlo a fare di lei la sua erede, la guerriera mortale che dovrebbe combattere facendo le veci del dio della guerra, tuttavia Marte non provando per lei un vero interesse, mette ben in chiaro che Mavican non possiede le qualità che lui cerca. Mavican ha capito che Marte vuole lasciare la sua eredità unicamente a Xena, infatti Marte afferma che ciò che differenzia le due guerriere, è che mentre Mavican cerca con ossessione di affermarsi agli occhi del dio della guerra Xena al contrario non gli ha mai chiesto nulla, questa è la prova che lei è una guerriera indipendente, quella che Mavican non è. Intanto Xena e Olimpia affrontano dei banditi, ma Xena li sconfigge facilmente, Olimpia però è arrabbiata dato che Xena l'ha praticamente tagliata fuori dalla lotta, Olimpia trova inaccettabile che Xena continui a ritenerla incapace di difendersi. Mentre Olimpia è da sola arriva Marte che discute brevemente con lei, avendo intuito come Olimpia si senta soffocata dall'ossessione di Xena di volerla sempre proteggere. Segue l'arrivo di Mavican la quale vuole affrontare Xena e infatti intende attaccare Olimpia pur di arrivare a lei, Olimpia si prepara ad affrontarla ma interviene subito Xena che combatte contro Mavican, la quale si rivela una degna avversaria. Interviene Marte a dividerle, adirato con Mavican dato che non le aveva dato l'ordine di ingaggiare una lotta con Xena. Mavican è irremovibile, vuole combattere contro Xena e dimostrare a Marte di essere la sua degna erede, di conseguenza Marte decide di accontentare il suo capriccio: Xena e Mavican si affronteranno e quella che riuscirà a uccidere l'avversaria sarà la sua erede. Marte crea un portale che porterà le due sfidanti in un luogo neutrale dove si affronteranno e, se lo vorranno, potranno chiedere il suo aiuto. Mavican attraversa il portale, poi Marte fa in modo che Olimpia venga risucchiata nel portale quindi Xena pur di proteggere la sua amica, lo attraversa anche lei. Xena e Mavican vengono catapultate in un bosco mentre Olimpia in un luogo buio e isolato. Xena e Mavican si affrontano, ma se Xena uccidesse la sua avversaria sarà costretta a diventare l'erede di Marte e infatti non è quello che desidera, dunque si limita a mettere Mavican fuori combattimento, per poi fuggire. Calata la notte Olimpia si ritrova nel bosco mentre Xena nel luogo buio dove prima c'era Olimpia: infatti Marte le ha unite in un'unica entità, i loro corpi si scambiano quando avviene l'alternanza del giorno e della notte. Xena, per evitare di diventare l'erede di Marte, deve astenersi dall'uccidere Mavican, quindi Olimpia capisce che deve ucciderla proprio lei in quanto Marte non le aveva imposto la medesima condizione. Mavican attacca Olimpia che in un primo momento riesce ad avere la meglio contro di lei grazie a una trappola, ma poi Mavican riesce a batterla e a rinchiuderla in una gabbia. Mavican spiega a Olimpia che l'unica cosa che desidera è che il suo ricordo rimanga immortale, per lei è ininfluente uccidere Xena o lasciarsi uccidere dalla principessa guerriera, anche solo per averla sfidata Mavican passerà alla storia. Quando sorge il sole Xena si sostituisce a Olimpia e fugge via dalla gabbia, tuttavia quando cala nuovamente la notte Olimpia si sostituisce all'amica, adesso Xena ha capito che Marte è indifferente sia a lei che a Mavican, è infatti Olimpia la guerriera che lui vuole mettere alla prova, colei che forse Marte reputa la sua degna erede. Olimpia cerca di fuggire da Mavican trovando rifugio in una grotta, lì viene raggiunta da Marte il quale le propone di dominare al suo fianco, anche Marte a modo suo desidera portare la pace nel mondo, si è reso conto che con i suoi metodi non ci riuscirà mai, ma con le qualità di Olimpia lei sarebbe in grado di diventare una guida, al contrario di Xena che invece per via del suo egocentrismo non riesce a vedere i cambiamenti che la circondano, lo dimostra il fatto che si ostina a non capire che Olimpia ormai è cambiata e che è diventata una donna forte, mentre Mavican ormai è solo una vittima del proprio fanatismo. Quest'ultima sfida Olimpia con l'intendo di ucciderla, di conseguenza morirà anche Xena dato che ora le due amiche sono una cosa sola, Olimpia per la prima volta combatte senza trattenersi e riesce a batterla, ma decide di non ucciderla avendo capito che così sarebbe diventata uno strumento nelle mani di Marte. Quando sorge il sole Xena si sostituisce a Olimpia, poi fa crollare delle pietre che bloccano l'uscita, adesso lei e Mavican sono intrappolate nella grotta, poi Xena si trascina dentro a una voragine spingendovi anche Mavican, le due guerrieri si aggrappano a una liana, ma non reggerà per molto e a breve cadranno e moriranno entrambe. Mavican chiede aiuto a Marte il quale compare e avendo capito che questa sfida è ormai inutile, libera Xena e anche Olimpia riportandole nel tempio dove all'inizio Mavican le aveva sfidate, invece quest'ultima rimane intrappolata nella grotta. Marte aveva detto che potevano chiedere il suo aiuto ma non che lo avrebbe concesso, e il fatto che Mavican gli avesse chiesto di aiutarla era la prova che non era abbastanza forte da cavarsela da sola. Prima di andarsene Marte propone a Olimpia di riflettere sull'offerta che le ha fatto, è pronto a dividere il potere con lei. Xena ha finalmente capito che Olimpia è cambiata anche se non è stato facile per lei accettarlo, ora Olimpia è una vera combattente, promettendole che da ora sarà meno protettiva con lei, ammettendo che sono riuscite a battere Mavican insieme.
- Nota: 93º episodio della serie, trilogia di Xena esclusa.

## Xena e il villaggio termale
- Titolo originale: Animal Attraction
- Diretto da: Rick Jacobson
- Scritto da: Chris Manheim

### Trama
Xena è in viaggio con Olimpia, Andromeda e Corilo e trova un cavallo la cui zampa è intrappolata in una tagliola, Xena lo libera con l'aiuto di Olimpia, poi portano l'animale a Spamona (località termale). Xena a Spamona rivede con felicità la sua vecchia amica Talia, inoltre lì incontrano anche Arman, tra lui e Andromeda è praticamente amore a prima vista. Xena si comporta in maniera strana, ha degli sbalzi d'umore, e ha pure molto appetito, si fa visitare da un guaritore il quale le spiega che i suoi sono i sintomi di una gravidanza: lei è incinta. Xena è incredula, trovando tutto ciò impossibile dal momento che è da tanto che non è stata con un uomo. Purtroppo Arman e Andromeda non fanno che litigare, i tentativi di corteggiamento di Arman finiscono solo col peggiorare le cose. Spamona è sotto attacco da Darcon, un pericoloso criminale, è il marito di Talia, la quale intende fermarlo da sola, non accatta infatti l'aiuto di Xena, sa che è incinta, lo aveva capito solo guardandola. Xena rivela a Olimpia, Arman, Corilo e Andromeda della sua gravidanza, tutti sono felici per lei seppur stupiti. Nonostante Talia avesse imposto a Xena di non intromettersi, lei con l'aiuto di Arman, Andromeda e Olimpia, affronta gli uomini di Darcon sconfiggendoli. Talia affronta Darcon riuscendo a betterlo, non lo uccide limitandosi solo a catturarlo. Andromeda e Arman si riconciliano, infine si separano con un bacio romantico, Olimpia invece si affeziona al cavallo che hanno soccorso decidendo di portarlo con sé nel suo viaggio.
- Nota: 94º episodio della serie, trilogia di Xena esclusa.

## Xena contro lo spirito dannato
- Titolo originale: Them Bones, Them Bones
- Diretto da: John Fawcett
- Scritto da: Stephen L. Sears

### Trama
Xena inizia a sentirsi male, quindi Olimpia la porta da una guaritrice, Xena poi vede uno scheletro uscire dal suo utero, successivamente di sveglia, era solo un sogno. Xena però ha capito che quel sogno voleva metterla in guardia, qualcuno vuole fare del male al bambino, quindi cerca delle risposte da Yante, andando nel suo villaggio amazzone insieme a Olimpia e Andromeda. Yante le spiega che Antinea vuole fare del male al bambino attraverso il regno degli spirito, infatti esistono vari piani esistenziali tuttavia ognuno di loro ha una cosa in comune, il legame con la forza delle mente, Xena per salvare il suo bambino deve affrontare Antinea dovendo stabilire un contatto mentale con la sua nemica. Olimpia si rifiuta di mettere Xena in una situazione così pericolosa, decide di affrontare lei Antinea, quindi Olimpia armata di arco e freccia uccide un cervo per poi mischiare il suo sangue con quello dell'animale, Olimpia entra nel regno degli spiriti ma Antinea la sconfigge facilmente potendo esercitare sul quel piano dimensionale un potere assoluto, Xena fa in modo che Olimpia ritorni nel mondo dei vivi prima che Antinea la uccidesse. Prima che Antinea sconfiggesse Olimpia le aveva rivelato che non è sua intenzione impedire la nascita del bambino di Xena, in realtà vuole reincarnarsi in lui. Per privare lo spirito di Antinea del suo potere è necessario usare dell'ambra sulle spoglie della nemica, quindi Olimpia e Andromeda vanno a prendere l'ambra che è custodita da un'amazzone che vive lontana dal villaggio, mentre Yante e Xena recuperano le spoglie di Antinea, tuttavia Xena nota che manca il teschio, quello infatti è già in possesso di Yante, lei le confessa che si era impadronita del teschio di Antinea per ottenere i suoi poteri e usarli a fin di bene, ma l'unico risultato è stato che lo spirito di Antinea è diventato più potente. Xena e Yante viaggiano nel regno degli spiriti e affrontano Antinea che le sconfigge, inoltre prende possesso dello spirito del bambino di Xena, arrivando con lei a un compromesso: lei lascerà in pace il bambino ma Xena e le amazzoni dovranno usare un rito di resurrezione con le sue spoglie per riportarla in vita. Olimpia si fa consegnare l'ambra dall'amazzone che la custodiva che tra l'altro ha il potere di vedere oltre le menzogne, infatti sapeva già che Andromeda non è un'amazzone. Andromeda confessa a Olimpia che non è mai stata un'amazzone, si è finta tale solo perché voleva conoscere il senso di appartenenza. Xena raggiunge Antinea nel regno degli spirito e insieme alle altre amazzoni dà ad Antinea l'accesso al mondo dei vivi. Antinea crede di avere la vittoria in pugno, ma poi scopre che Xena l'ha condotta verso un'altra dimensione dove lì è più debole, Xena affronta Antinea e salva lo spirito del suo bambino, infine sconfigge Antinea mentre Olimpia versa l'ambrosia sulle sue spoglie. Conclusa la battaglia Xena saluta Yante, quest'ultima afferma che il bambino è fortunato dato che avrà una madre come lei. Olimpia mostra ad Andromeda la sua collana amazzone, ogni pietra nella sua collana corrisponde a una sua sorella amazzone e ne ha aggiunta un'altra, quella di Andromeda, che quindi ora è pure lei un'amazzone. Andromeda comunque decide di non seguire Xena e Olimpia nel loro viaggio preferendo rimanere insieme a Yante nel suo villaggio.
- Nota: 95º episodio della serie, trilogia di Xena esclusa.

## Xena e la polvere nera
- Titolo originale: Purity
- Diretto da: Mark Beesley
- Scritto da: Jeff Vlaming

### Trama
Un uomo si avvicina all'accampamento di Xena, Olimpia e Corilo, ha la lingua tagliata, muore ma fa in tempo a dare a Xena un messaggio dalla defunta Lao Ma dove afferma che "Il falco e la colomba devono essere uniti nella saggezza". Xena, per capire quello che sta succedendo, torna in Cina accompagnata da Corilo e Olimpia, si reca in un villaggio dove si trova il tempio dove sono state trascritte le perle di saggezza di Lao Ma, infatti Xena deve riacquisire il potere che lei in passato le aveva trasmesso. Una misteriosa milizia attacca il villaggio, usando un'arma con un enorme potere distruttivo, sotto forma di strani dardi esplosivi. Xena riesce a mettere in fuga la milizia con l'aiuto di Pao Ssu, la figlia di Lao Ma. Xena cerca le perle di saggezza di Lao Ma nel tempio, ma non le trova, qualcuno deve averle già portate via. Xena scopre che nei dardi usati dalla milizia c'è la polvere nera, persino più potente del fuoco greco, Xena aveva già sentito alcune storie sulla polvere nera, ma non credeva che fosse realmente possibile crearla. Xena chiede a Corilo di mettere all'interno della bisaccia di Argo un libro senza farsi vedere da Pao Ssu, inoltre è necessario capire come preparare la polvere nera, per ora ha compreso che alla base ci sono zolfo e carbone ma percepisce un elemento che non è capace di identificare. Xena va alla ricerca del libro dove sono scritte le perle di saggezza mentre affida a Corilo e Olimpia il compito di acquistare dei prodotti alimentari, principalmente delle spezie, nel caso trovassero tra essi l'elemento mancante, anche perché, secondo la leggenda, la polvere nera era stata creata da un cuciniere. Mentre Xena va alla ricerca delle perle di saggezza con Pao Ssu, quest'ultima tradisce una certa invidia nei confronti di Xena che era la prediletta di Lao Ma, mentre lei è stata abbandonata dalla madre. Xena e Pao Ssu incontrano K'ao Hsin, la sorella di Pao Ssu, che rivela di aver portato via dal tempio le perle di saggezza per affidarle a Xena, ma Pao Ssu riesce a rubarle: è lei il capo della milizia che aveva attaccato il villaggio. Poi fugge via, ignara che Xena l'ha ingannata, quello che ha preso è solo il libro che Corilo aveva nascosto nella bisaccia. K'ao Hsin spiega a Xena che Pao Ssu è completamente accecata dall'avidità, la sua brama di conquista è insaziabile, per lei la polvere nera è l'arma che la renderà invincibile. Xena e K'ao Hsin trovano rifugio nella vecchia dimora di Lao Ma dove quest'ultima ospitò Xena per tenerla al sicuro da Ming Tzu quando quest'ultimo le dava la caccia. Anche se Pao Ssu possiede la polvere nera, lei brama le perle di saggezza, conscia del fatto che con esse Xena avrebbe il potere di eliminare lei e la milizia, quindi Pao Ssu prende in ostaggio Corilo e Olimpia costringendo Xena e K'ao Hsin a darle le perle di saggezza, poi Pao Ssu torna al suo accampamento. Corilo riesce a ricreare la polvere nera avendo intuito l'ingrediente mancante, ovvero il salnitro. Xena e K'ao Hsin vanno nell'accampamento di Pao Ssu per parlare con lei, hanno capito che la fonte del suo dolore è stato l'abbandono della madre, e cercano di spiegarle che Lao Ma non aveva altra scelta: si è dovuta separare da Pao Ssu e K'ao Hsin per tenerle al sicuro da Ming T'ien, il loro malvagio fratello, infatti in qualità di sue sorelle entrambe avevano una pretesa al trono e lui le avrebbe viste come una minaccia. Purtroppo è tutto inutile, anche se le parole di Xena e K'ao Hsin hanno in parte risvegliato i sentimenti di Pao Ssu, quest'ultima ormai è consumata dalla rabbia e usa i poteri che ha appreso dalle perle di saggezza per eliminare le sue nemiche, ma Xena e K'ao Hsin, usando a loro volta i loro poteri, neutralizzano la forza di Pao Ssu. Il falco e la volpe infatti sono Xena e K'ao Hsin, nella prima risiedono gli insegnamenti di Lao Ma, mentre nella seconda, in quanto figlia di Lao Ma, scorre il suo stesso sangue. I soldati di Pao Ssu, nel tentativo di aiutarla, lanciano contro Xena e K'ao Hsin i dardi esplosivi, ma le due donne con i loro poteri escono incolumi dall'esplosione che invece uccide Pao Ssu. K'ao Hsin non riesce più a usare il potere con cui ha sconfitto la sorella, infatti lei e Xena erano solo dei tramiti, è stata Lao Ma a sconfiggere Pao Ssu. La milizia si ritira: la polvere nera non dovrebbe più causare altri problemi.
- Nota: 96º episodio della serie, trilogia di Xena esclusa.

## Xena e la sconfitta del dragone verde
- Titolo originale: Back in the Bottle
- Diretto da: Rick Jacobson
- Scritto da: Steven L. Sears (sceneggiatura), Steven L. Sears (accreditato per errore come Buddy Williers) (soggetto)

### Trama
Quando Xena tocca la polvere nera che Corilo aveva preparato, ha delle visione su una feroce e sanguinosa battaglia che vede al centro di tutto proprio la polvere nera. Kao H'sin presta aiuto a coloro che non hanno più una casa, hanno perso tutto per colpa di Khan, è lui che ora ha preso il controllo della milizia dopo la morte di Pao Ssu, sta conquistando tutta la pianura sfruttando la polvere nera. Xena ha capito che solo una persona può aver detto a Khan come creare la polvere nera, ovvero Pao Ssu, infatti a guidare Khan è il dragone verde, lo spirito di Pao Ssu e quello di Ming T'ien si sono uniti in un'unica entità. Khan ha marchiato se stesso così come tutti i soldati della milizia con il simbolo del dragon verde. Pao Ssu spiega a Xena che gli spiriti rimangono sospesi nel regno dei vivi solo se a trattenerli esistono dei conti in sospeso, evidentemente l'odio che Ming T'ien e Pao Ssu hanno covato per Xena e il loro desiderio di vendicarsi di lei hanno fatto in modo che rimanessero vincolati nel mondo dei viventi. Khan e la milizia prendono degli innocenti in ostaggio, nel caso Xena affrontasse la milizia saranno loro ad andarci di mezzo. Xena decide di usare i suoi poteri nella loro piena portata, la milizia lancia contro di lei i dardi esplosivi ma Xena con la forza della mente riesce a deviarli, mentre Olimpia e Corilo aiutano gli ostaggi a fuggire. Xena, tramite il simbolo del dragone verde marchiato su Khan e i suoi soldati, li trasforma tutti in pietra infine distrugge lo spirito malvagio di Pao Ssu e di Ming T'ien. Finita la battaglia Xena spiega a Kao H'sin che non potrà più usare quel potere, infatti non lo avverte più, per la prima volta ha combattuto animata dal desiderio di proteggere gli innocenti e non dalla voglia di lottare, percependo una nuova forma di compassione che prima non conosceva, Xena ha preso coscienza che per la prima volta ha vinto con la forza dell'amore.
- Nota: 97º episodio della serie, trilogia di Xena esclusa.

## Xena e il sortilegio di Venere
- Titolo originale: Little Problems
- Diretto da: Allison Liddi-Brown
- Scritto da: Gregg Ostrin

### Trama
Alcuni banditi tentano di saccheggiare il tempio di Venere, ma vengono costretti alla fuga dopo l'intervento di Xena e Olimpia, tra l'altro Xena ha capito che lavorano per Taracon, un suo vecchio nemico a cui Xena deturpò il volto. Venere ringrazia Xena e Olimpia, spiegando a entrambe che lei ha messo a sua disposizione il tempio per gli ammalati in cambio di doni. Tra gli ammalati Xena vede una bambina di nome Daila, è da tanto che non si risveglia, il padre lavora molto mentre la madre è morta. Xena impietosita afferma che pur di farla stare meglio le darebbe anche il suo spirito, Venere prende troppo sul serio le sue parole al punto che, con un sortilegio, trasferisce lo spirito di Xena nel corpo di Diala che infatti si risveglia, il corpo di Xena cade in uno stato di sonno, Venere tuttavia assicura a Olimpia che la gravidanza di Xena non avrà problemi, ma ora lo spirito di Xena è intrappolato nel corpo di Daila, le loro personalità si sovrappongono. Daila vorrebbe capire per quale motivo la madre è morta, il padre non le vuole raccontare nulla. Un servo di Taracon vede Daila domare un cavallo imbizzarrito capendo che nel corpo della bambina c'è Xena riferendolo al suo padrone. Daila ricorda adesso come fece a cadere nel suo sonno, era precipitata dalla scogliera, la madre si gettò in acqua per salvarla, morendo. Taracon rapisce il padre di Daila, la bambina però permette a Xena di prendere il completo controllo del suo corpo e con l'aiuto di Olimpia salvano il padre di Daila, infine Xena affronta Taracon e lo uccide. Venere e Olimpia usano l'olio di Castore e Polluce per annullare il sortilegio, Xena ritorna nel suo corpo e saluta Daila con affetto abbracciandola.
- Nota: 98º episodio della serie, trilogia di Xena esclusa.

## Xena e il trionfo dell'amore
- Titolo originale: Seeds of Faith
- Diretto da: Garth Maxwell
- Scritto da: George Strayton e Tom O'Neill

### Trama
I fedeli di Belur cercano di convincere le varie comunità a rinunciare alla fedeltà che hanno accordato agli Dei, i quali hanno sempre spadroneggiato con la legge della paura incoraggiando la gente a credere invece nella loro forza d'animo. Marte parla con Xena e Olimpia ammettendo che Belur può diventare una potenziale minaccia per gli Dei, ora Xena ha capito che Marte teme il "crepuscolo" gli indovini narravano l'avvento di un tempo un cui gli umani avrebbero scelto di voltare le spalle agli Dei privandoli dunque del loro potere. Xena e Olimpia fanno tappa in un villaggio dove ora risiede Belur, il quale è contento di vederle, felice di apprendere che Xena aspetta un bambino. L'angelo di Callisto si manifesta a Xena spiegandole che il confronto tra Marte e Belur è inevitabile e che Xena non dovrà intromettersi. Belur invoca Callisto ammettendo che ha paura, sembra aver capito che la sua morte è prossima, Callisto gli spiega che ad attenderlo c'è il Regno dei Cieli e che la privazione è necessaria per intraprendere il cammino della verità. Xena si allontana dal villaggio per fermare l'avanzata dei soldati di Marte riuscendo batterli, però Marte, approfittando dell'assenza di Xena, si manifesta al villaggio, tenta di uccidere Belur ma Olimpia, armata dei suoi sai blocca più volte la spada di Marte difendendo l'amico. Belur le chiede di non intromettersi, è pronto ad affrontare la sua morte, Marte quindi lo uccide trafiggendolo con la sua spada, tuttavia dal suo sguardo è evidente che Marte non è fiero del modo in cui ha agito. Xena dà fuoco al corpo di Belur, parla poi con Callisto affermando che probabilmente allo stato dei fatti per far sì che abbia inizio il crepuscolo serva un atto di forza e non di amore. Callisto, seppur in disaccordo con quello che dice, accetta di esaudire la richiesta di Xena la quale le chiede il Pugnale di Helios, l'arma che ha il potere di uccidere gli Dei. Mentre Olimpia è sola riceve la visita di Marte che le offre la possibilità di dominare il mondo al suo fianco, per pochi secondi le concede il potere degli Dei in modo che Olimpia possa assaporarne l'immensità solo per convincerla del fatto che soltanto gli Dei possono cambiare in meglio il mondo. Marte va al villaggio pronto a uccidere i seguaci di Belur, ma Xena lo minaccia di morte con il Pugnale di Helios, ma proprio quando stava per ucciderlo sulla lama del pugnale vede l'immagine di Belur, capendo che uccidendo Marte non risolverà nulla. Xena si diverte a provocare Marte perché lui, uccidendo Belur, ha commesso un errore, perché ora Belur verrà ricordato come un martire dai suoi seguaci e che il tempo degli Dei sta finendo. Marte, adirato dal fatto che Xena ha scelto la compassione alla violenza, distrugge il Pugnale di Helios per poi andarsene. Belur e Callisto si manifestano a tutto il villaggio, adesso Belur è nel Regno dei Cieli, infine Callisto rivela a Xena il segreto della sua gravidanza, essa è stata decisa per volere del Regno dei Cieli, infatti Callisto si reincarnerà nel bambino che Xena farà nascere.
- Nota: 99º episodio della serie, trilogia di Xena esclusa.

## Xena e la lira di Tersicore
- Titolo originale: Lyre, Lyre, Hearts on Fire
- Diretto da: Mark Beesley
- Scritto da: Adam Armus e Nora Kay Foster

### Trama
L'episodio è a tema musicale, tutto ha inizio quando Draco e i suoi uomini trovano la lira di Tersicore, ne esistono molte sparse per il mondo, purtroppo sopraggiungono le amazoni che la reclamano, Draco è pronto a combattere contro di loro pur di non cederla, intervengono Xena, Olimpia e Corilo che si impadroniscono della lira. Draco è ancora innamorato di Olimpia per via del sortilegio di Bliss (Xena e il figlio di Cupido) Xena propone una gara canora per evitare una disputa violenta, chiunque potrà parteciparvi, si terrà a Melodia e il vincitore reclamerà la lira. Alla gara partecipa pure Giacinto, un altro fratello gemello di Corilo, i due hanno un rapporto molto chiuso. Xena è alle prese con sua madre, Cyrene, che sta cercando un padre per il suo nipotino non ancora nato infatti vuole trovarle un pretendente, ma nessuno degli uomini che le ha trovato vanno bene per lei, tuttavia Xena la convince che anche in qualità di donna è perfettamente capace di cavarsela da sola e che non le serve un compagno per crescere il bambino. Durante la gara, Draco si spazientisce per via del continuo rifiuto di Olimpia al suo corteggiamento, al punto che cerca di farle del male, Xena lo affronta e lo sconfigge, per poi catturare lui e i suoi uomini. Corilo e Giacinto si riconciliano, infine il pubblico che aveva assistito alla gara decide che è Xena colei che è più degna della lira, Xena decide infine di non tenere la lira di Tersicone ma di custodirla a Melodia.
- Nota: 100º episodio della serie, trilogia di Xena esclusa.

## Xena e la risata di Lacrimante
- Titolo originale:  Punch Lines
- Diretto da: Andrew Merrifield
- Scritto da: Chris Manheim

### Trama
Olimpia è in crisi perché non riesce più a scrivere come una volta e si confida con Venere raccontandole la giornata: Xena, Olimpia e Corilo sono in viaggio, Xena affida Argo a Olimpia la quale lo porta in una sorgente per lavarlo, la sorgente è la dimora di Lacrimante, il dio del pianto e della disperazione. Vedendo come un'offesa nei suoi confronti il fatto che Olimpia abbia usato l'acqua del suo ruscello per lavare l'animale, rimpicciolisce Argo. Olimpia cerca di convincere Lacrimante a riportare Argo alla sua dimensione naturale, temendo la reazione di Xena la quale per via degli sbalzi d'umore della sua gravidanza è diventata troppo suscettibile. Lacrimante arriva a un compromesso: lui non ha mai riso ma se Olimpia gli strappa una risata farà tornare Argo come prima. Olimpia tenta di guadagnare tempo, almeno per evitare che Xena scopra quello che è accaduto ad Argo, le cose però peggiorano quando Lacrimante rimpicciolisce pure Olimpia. Quest'ultima chiede aiuto a Corilo tentando di tenere Xena all'oscuro di tutto, Corilo convince Lacrimante a riportare Olimpia alla sua vera forma. Mentre Xena è in una taverna vede Argo rimpicciolito benché Corilo e Olimpia avessero tentato di nasconderglielo, Xena si arrabbia gettando del cibo addosso a Olimpia, col risultato che, in una scena esilarante, tutti gli avventori della taverna si lanciano contro il cibo, Lacrimante che ha assistito a tutto scoppia a ridere e riporta Argo alla sua vera dimensione.
- Nota: 101º episodio della serie, trilogia di Xena esclusa.

## Xena e la fine di Giunone e Giove
- Titolo originale: God Fearing Child
- Diretto da: Philip Sgriccia
- Scritto da: Roberto Orci (sceneggiatura) (accreditato come Roberto Gaston Orci), Alex Kurtzman (sceneggiatura) e Chris Manheim (soggetto)

### Trama
Xena e Olimpia vengono attaccate dai soldati di Giove i quali sono immortali, Hercules le aiuta a fuggire. Giove non può accettare la nascita del figlio di Xena in quanto predetto che egli, essere nato non per volontà degli Dei, porterà alla loro fine. Hercules parla con Giunone e Giove tentando di convincerli a desistere dai loro propositi, effettivamente Giunone ritiene sbagliato impedire la nascita del bambino, anche se condannerà gli Dei alla distruzione lei ritiene che tutto debba avere una fine, tuttavia Giove per orgoglio non accetta questa condanna, mettendo in chiaro con Hercules che è disposto a ucciderlo se questo è il solo modo per impedire la nascita del figlio di Xena. Hercules è pronto a tutto pur di proteggere Xena, anche avere Giove come nemico. Giove chiede a Marte di fermare Hercules, però il dio della guerra sapendo che Giove intende uccidere Xena (la donna di cui Marte è innamorato) pur di impedirle di mettere al mondo il bambino, chiede che gli venga accordato il permesso di uccidere Hercules benché quest'ultimo sia il figlio prediletto di Giove. Nel frattempo, Xena e Olimpia decidono di recarsi negli inferi per recuperare l'elmo dell'invisibilità di Plutone, permettendo a lei e al suo bambino di nascondersi. Negli inferi incontra suo figlio Seleuco che ha rinunciato volontariamente ai Campi Elisi temendo che lì non avrebbe mai potuto ricongiungersi alla madre. Plutone e i soldati di Giove cercano di fermare Xena e Olimpia, ma quest'ultima ruba l'elmo, e Xena lo dà a Seleuco, con esso il figlio di Xena diventa invisibile raggiungendo indisturbato i Campi Elisi dopo che Xena gli promette che un giorno torneranno insieme, Seleuco le chiede di chiamare il piccolo Evi nel caso fosse una bambina. Marte attacca Hercules, ma Giunone giunge in suo aiuto e fugge via insieme a Hercules, vuole aiutarlo a impedire la morte di Xena e del bambino che porta in grembo. Hercules mette in chiaro che non perdonerà mai Giunone per aver condannato a morte la famiglia di Hercules, infatti anche lei ammette di essersi pentita delle sue scelte, comunque apprezza il suo aiuto. Giunone ha capito che l'umanità è la cosa migliore che gli Dei hanno creato, di conseguenza trova giusto che gli Dei si preparino ad affrontare la loro fine ritenendo che «un genitore non deve mai sopravvivere al proprio figlio». Giunone rivela a Hercules che Giove uccise il proprio padre Crono usando proprio una costola che quest'ultimo si era strappato dal proprio corpo, di conseguenza Giunone conduce Hercules nel sepolcro di Crono e lì Hercules preleva una costola del defunto titano. Giove punisce Giunone eliminandola dopo averla baciata un'ultima volta. Xena viene attaccata dai soldati di Giove, in suo aiuto arriva Hercules e i due uccidono i nemici con la costola di Crono. Xena sta per partorire, interviene Giove con l'intento di uccidere la donna e il bambino ma Hercules usando la costola di Crono uccide il proprio padre. In punto di morte Giove prende coscienza che Hercules lo ha ucciso proprio come lui uccise il proprio padre Crono, ammettendo di essere orgoglioso di lui sapendo che Hercules ha preso una decisione sofferta agendo nel modo che lui riteneva giusto. Xena dà alla luce la sua bambina, Evi, mentre Hercules capisce che il mondo sta cambiando, e ora che il tempo degli Dei sta per giungere al termine, gli umani avranno la possibilità di imparare a essere indipendenti.
- Nota: 102º episodio della serie, trilogia di Xena esclusa.

## Xena e la minaccia degli dèi
- Titolo originale: Eternal Bonds
- Diretto da: Mark Beesley
- Scritto da: Chris Manheim

### Trama
Dopo la nascita di Evi, gli Dei attaccano la bambina, così come Xena e Olimpia, con delle calamità naturali, una figura incappucciata indica loro un rifugio. Lì trovano Corilo il quale ha accompagnato tre magi che vorrebbero onorare la nascita di Evi, che simboleggia l'arrivo di una nuova era dove gli uomini non saranno più costretti a servire gli Dei, omaggiandola con dei doni. Xena capisce che è un inganno, loro lavorano per Plutone, Diana e Apollo, infatti ingaggiano una lotta contro Xena, Olimpia e Corilo, quest'ultimo tenta inutilmente di proteggere Olimpia procurandosi una ferita al braccio, infine Olimpia e Xena uccidono i loro nemici. Xena ha capito che è stato Marte a condurli al rifugio, lui infatti voleva proteggere Xena e la bambina, anche se sapeva che gli emissari degli Dei le avrebbero attaccate dava per scontato che Xena li avrebbe uccisi facilmente. Olimpia si mette a litigare con Corilo dato che è stato lui a condurre gli emissari degli Dei nel rifugio oltre al fatto che Olimpia durante la lotta non aveva bisogno del suo aiuto dunque Corilo si è procurato quella ferita inutilmente, Olimpia infatti trova imperdonabile la superficialità del suo amico, anche perché Evi ha rischiato di morire per colpa sua. Xena ha capito che Corilo è in pericolo di vita, è stato l'emissario di Apollo a ferirlo con la sua spada la cui lama è intrisa di veleno. Corilo e Olimpia si mettono in viaggio nel bosco per cercare la mandragola che può guarire Corilo, mentre Xena li raggiungerà prendendo un'altra strada. Marte si manifesta a Xena, vuole aiutarla nella lotta contro gli Dei, lui è indifferente al fatto che il tempo degli Dei (compreso il suo) stia per finire, ama la lotta e quindi è pronto a combattere, anche se dovesse essere al fianco di Xena contro i suoi simili. Olimpia e Corilo proseguono il loro viaggio, quest'ultimo inizia a sentirsi male, intanto le emissarie di Diana sbarrano la loro strada, quello è il territorio della loro dea e agli estranei non è permesso viaggiarvi. Olimpia e Corilo con astuzia fanno credere alla donne che sono venuti lì per rendere omaggio a Diana e che sono anche nemici di Xena, quindi le emissarie della dea permettono ai due di proseguire il cammino. Un altro emissario degli Dei tenta di uccidere Evi, ma Marte lo uccide proteggendo la bambina, a quel punto Xena lo bacia e fa l'amore con lui, scoprendo però che è stato solo un sogno. Ancora una volta Marte si manifesta a Xena promettendole che la difenderà dagli Dei, a patto che Xena diventi la sua compagna, dovrà dargli un figlio, infatti vedendo la sua fine avvicinarsi Marte vuole una prole che porti avanti la sua stirpe, oltre a promettere a Xena che farà da padre a Evi. Corilo chiede a Olimpia per quale motivo lei non riesce ad amarlo, Olimpia si limita a dirgli che lo ama a modo suo, Corilo è uno dei suoi amici più cari, ma non può amarlo nel modo in cui lui vorrebbe. Xena riesce a incontrare Olimpia e Corilo, poi vengono raggiunti da tre diverse armate mandate dagli Dei, ancora una volta arriva Marte che offre a Xena il suo aiuto a patto che la guerriera gli dia un figlio e il suo amore, ma lei preferisce cavarsela da sola piuttosto che dividere la sua vita con Marte. Xena e Olimpia affrontano gli emissari degli Dei da sole riuscendo a ucciderli uno dopo l'altro, nonostante il rifiuto di Xena, proprio quando Evi era in pericolo, Marte salva la bambina. I nemici si ritirano quando i loro comandanti muoiono in battaglia, Xena ha capito che a dispetto dell'ostilità che nutre per Marte, prova dei sentimenti per lui. Corilo guarisce grazie alla mandragola, ormai si rassegna al fatto che Olimpia non ricambia i suoi sentimenti ma nonostante tutto la amerà per sempre.
- Nota: 103º episodio della serie, trilogia di Xena esclusa.

## Xena e Marte contro Minerva
- Titolo originale: Amphipolis Under Siege
- Diretto da: Mark Beesley
- Scritto da: Chris Black

### Trama
Xena e Olimpia sono dirette ad Anfipoli con la piccola Evi dove vive la madre di Xena, arriva Marte che mette in guardia Xena dal momento che una divinità vuole morta Evi. Xena ha capito che si riferisce a Minerva, infatti ha già deciso di schierare le sue armate contro Anfipoli guidate dalla sua campionessa, Elaide di Micene, anche Xena pare conoscere la sua fama. Xena arriva ad Anfipoli insieme a Olimpia e a Evi, la madre di Xena è felice di conoscere la sua nipotina. Minerva per ora non muoverà nessun attacco contro Anfipoli dato che i suoi abitanti le sono sempre stati devoti, lei dà per scontato che sarà proprio la gente di Anfipoli a cederle la bambina, ma le cose non vanno come lei si aspettava: ormai la dottrina dell'amore di Belur sta diventando sempre più popolare, la piccola Evi sembra rappresentare l'avvento di una nuova era dove gli uomini non saranno più costretti a piegarsi al volere degli Dei, e infatti intendono proteggere Evi anche a costo della vita. Olimpia guida gli uomini di Anfipoli contro le truppe di Minerva, mentre Xena progetta di cogliere di sorpresa il nemico muovendo un attacco attraverso una galleria sotterranea, ma Minerva ed Elaide avevano previsto questa mossa e infatti quest'ultima fa saltare in aria la grotta, mentre Olimpia e gli altri battono in ritirata. Minerva è pronta a tutto pur di vincere, infatti arriva anche ad avvelenare le riserve d'acqua di Anfipoli. Marte si presenta a Xena, quest'ultima chiede il suo aiuto, questa volta sembra disposta a tutto pur di proteggere Evi, anche a diventare l'amante di Marte, promettendogli che se lui salverà Evi gli permetterà di farle da padre oltre al fatto che Xena gli darà un figlio. Marte, seppur incredulo nel vedere Xena così arrendevole, prova a dialogare con Minerva, tentando di convincerla a lasciare in pace Evi, ma Minerva non intende tirarsi indietro, per lei la morte di Giove è solo la prova che la bambina sarà la causa della fine degli Dei. Marte ha un'opinione diversa, facendo notare a Minerva che non è stata Evi a causare la morte di Giove, lui è deceduto solo perché era ossessionato dal volere morta la bambina avendo così messo Hercules nella posizione di ucciderlo, infatti Marte trova assurdo che una bambina possa realmente rappresentare una minaccia per gli Dei, promettendo a Minerva che se lascerà in pace Evi, quest'ultima verrà cresciuta lontana dal loro regno in modo che non rappresenti più una minaccia. Tuttavia Minerva è irremovibile, non si fermerà finché Evi non sarà morta. Xena accoglie Marte spogliandosi davanti a lui, sembra pronta a concedersi al dio della guerra, i due si baciano ma poi vengono interrotti da un'esplosione, infatti Minerva sta muovendo il suo attacco contro Anfipoli, a quel punto Xena pur di impedire la morte di altri innocenti prende Evi avvolta da un panno e con rammarico la offre a Minerva, che infatti si appresta a uccidere la bambina. Minerva viene fermata da Marte che adesso è pronto a lottare al fianco di Xena, mentre quest'ultima affronta Elaide. Marte e Minerva combattono l'uno contro l'altra ma la battaglia si interrompe quando Xena uccide Elaide, infatti le forze armate di Minerva si ritirano mentre lei, addolorata per la morte della sua campionessa, va via avendo capito che ormai è solo questione di poco, gli Dei sono destinati alla caduta. Marte pretende che Xena diventi la sua compagna dato che era l'accordo per aver protetto Evi, ma poi scopre che quello avvolto nel panno era solo un pupazzo, lui quindi non ha difeso Evi e dunque Xena non è costretta a rendergli nessun favore, era stata Olimpia a causare l'esplosione che prima li aveva interrotti. Marte decide di andarsene, ritenendosi comunque soddisfatto, perché nonostante Xena continui a negarlo lei prova dei sentimenti nei suoi confronti, lo ha capito quando lo aveva baciato oltre all'innegabile affinità che c'era tra loro due quando stavano combattendo contro Minerva e Elaide. Marte le fa notare che prima o poi le servirà ancora il suo aiuto perché finché Evi vivrà gli Dei attenteranno ancora alla sua vita. Anche se l'orgoglio di Xena le ha impedito di dichiarare a Marte i suoi sentimenti, alla fine ammette di provare qualcosa per lui.
- Nota: 104º episodio della serie, trilogia di Xena esclusa.

## Xena e l'amnesia di Olimpia
- Titolo originale: Married with Fishsticks
- Diretto da: Paul Grinder
- Scritto da: Kevin Maynard

### Trama
Olimpia non riesce a far calmare Evi quando la piccola piange, al contrario di Xena, maturando l'idea che non è portata per fare la madre. Corilo e Olimpia vanno a comprare del cibo per Evi e senza volerlo finiscono in mezzo a un litigio tra Discordia e Venere, e Olimpia batte la testa. Al suo risveglio perde la memoria, diventa una sirena, il suo nome è Crostacea, ed è sposata con Tritone (uguale a Corilo). Crostacea e Tritone hanno tre figli: Flipper, Riccetto e Totanuccio, sono piuttosto esuberanti e dispettosi, quindi Crostacea decide di impartire ai figli il senso della disciplina, convincendo il marito ad aiutarla, dato che Tritone per troppo tempo impegnato nella campagna elettorale per la nomina a consigliere degli abissi, ha trascurato la famiglia. Crostacea lega subito con i figli e per merito suo Tritone diventa un padre e marito più apprensivo e presente. Tritone le propone di rinnovare le loro promesse nuziali, ma durante la cerimonia Olimpia recupera la memoria sulla sua identità, ricordando infatti di non essere Crostacea. Tritone le porge le sue scuse, rivelandole che la vera Crostacea lo ha lasciato stufa dell'immaturità del marito e del suo egocentrismo, Olimpia lo convince a non arrendersi e a lottare per riconquistare Crostacea, saluta poi Flipper, Riccetto e Totanuccio, e infine bacia Tritone, in quel momento Olimpia si risveglia, infatti era solo un sogno. Evi si mette a piangere e Olimpia la prende in braccio e per la prima volta riesce a calmare la piccola.
- Nota: 105º episodio della serie, trilogia di Xena esclusa.

## Xena e la leggenda delle amazzoni
- Titolo originale: Lifeblood
- Diretto da: Michael Hurst
- Scritto da: Tom O'Neill (sceneggiatura) e R.J. Stewart (soggetto e sceneggiatura)

### Trama
Xena e Olimpia si recano al villaggio delle amazzoni, infatti quest'ultima vorrebbe cedere a Evi il suo titolo di principessa amazzone, effettivamente Xena si è allontanata dalla propria famiglia in giovane età incamminandosi verso una vita solitaria, mentre per Evi vuole un destino diverso, vuole che la figlia diventi un'amazzone in modo da indottrinarla al senso di appartenenza. Una volta arrivate al villaggio scoprono che Yante e Andromeda sono morte, uccise dai nemici delle amazzoni, adesso loro si preparano per la vendetta. Le amazzoni accettano di iniziare Evi alla loro società, ma Xena non dovrà partecipare all'iniziazione non essendo una di loro. Lo spirito di Yante entra in contatto con Xena chiedendo il suo aiuto, non vuole che le amazzoni continuino a portare avanti la loro guerra con i nemici, mostrandole il passato delle amazzoni, prima che prendessero questo nome: i loro uomini vennero uccisi dai selvaggi, quindi la loro guerriera più forte Samsara chiese a uno sciamano di invocare colei che sarebbe diventata la prima Melanippe (il titolo che veniva dato alla principessa amazzone) facendola arrivare dal futuro. La ragazza imparò velocemente a integrarsi nella società delle donne guerriere. Intanto lo spirito di Yante fa dono a Xena del pugnale mistico, con cui deve mostrare alle amazzoni la verità, altrimenti se continueranno a farsi guidare dalla loro incontrollabile indole guerriera ciò le porterà alla rovina. Xena interrompe la cerimonia di iniziazione di Evi che stava per concludersi con l'ingiusto sacrificio di cavallo, Xena cerca di convincere le amazzoni a rinunciare alla vendetta contro i loro nemici e usando il pugnale mostra loro la verità su Samsara: lei era invidiosa della prima Melanippe che si era guadagnata velocemente la stima delle altre amazzoni, non vedeva di buon occhio il fatto che si fosse persino innamorata di Kor, membro del selvaggi con cui erano in guerra, che tuttavia l'aveva salvata. Samsara odiava i selvaggi dato che le uccisero il padre, le amazzoni sconfissero i selvaggi in sella ai loro cavalli, i nemici fuggirono e Samsara accecata dall'odio voleva convincere le altre amazzoni a inseguirli in modo da ucciderli tutti, ma le altre amazzoni non volevano perpetrare altri spargimenti di sangue. Olimpia e Xena fanno capire alle amazzoni che la strada della vendetta porta solo alla distruzione riuscendo a convincerle ad abbandonare i loro propositi, insegnando alle guerriere un'importante lezione: battersi è più saggio se fatto per difendersi. Olimpia dona a Evi il titolo di amazzone nella cerimonia di iniziazione mentre Xena vede lo spirito di Yante trovare la pace.
- Nota: 106º episodio della serie, trilogia di Xena esclusa.

## Xena e la punizione di Corilo
- Titolo originale: Kindred Spirits
- Diretto da: Josh Becker
- Scritto da: George Strayton

### Trama
Xena e Olimpia sono rimaste nel villaggio delle amazzoni, in effetti Olimpia sta prendendo seriamente in considerazione la possibilità di accettare in pianta stabile il suo titolo di regina della amazzoni e di rimanere a vivere lì con Xena e Evi, in modo da crescere la bambina in una casa sicura piuttosto che proseguire con il loro stile di vita da girovaghe. Xena non ha mai pensato con serietà di rinunciare ai suoi viaggi e alle avventure, tuttavia per amore di Olimpia decide di fare un tentativo provando ad accettare la possibilità di rimanere a vivere nel villaggio delle amazzoni. Intanto Corilo vede le amazzoni mentre si fanno il bagno completamente nude, venendo colto sul fatto, Corilo viene catturato e quindi a Olimpia, in qualità di regina della loro comunità, spetta il compito di punirlo rispettando le loro leggi. Stando alle loro tradizione a Corilo deve essere cavato un occhio, in quanto previsto per chi spia un'amazzone nuda. Corilo, seguendo le indicazioni di Olimpia, le giura fedeltà, e infatti gli viene concessa la grazia: la regina amazzone stando alle loro leggi può concedere il suo perdono a un uomo se egli le giura fedeltà. Xena si mette a litigare con Olimpia, benché abbia tentato di accettare l'idea di una vita sedimentaria si è resa conto che non fa per lei, ha deciso di rimettersi in viaggio con Evi ma se Olimpia desidera restare con le amazzoni è libera di non seguirla. Una giovane amazzone, ossessionata dall'avere un bambino, cerca di sedurre Corilo baciandolo, quest'ultimo senza saperlo ha violato un'altra regola delle amazzoni che vieta a un uomo di baciarla, pena la condanna a morte, infatti la grazia della regina amazzone può essere concessa una sola volta. Olimpia si appella alla legge per cui il trasgressore ha comunque diritto di ottenere il perdono affrontando un'amazzone in combattimento nel caso riuscisse a sconfiggerla, si tratta di un combattimento all'ultimo sangue in cui vince chi uccide il suo sfidante. Corilo affronta Xena che Olimpia decide di designare come sua campionessa, Xena e Corilo simulano un combattimento davanti alle amazzoni spettatrici e Xena uccide Corilo premendo nei determinati punti del suo corpo, tuttavia poi lo rianima ripremendo nei giusti punti. Corilo ora è prosciolto da tutte le accuse in quanto secondo le leggi delle amazzoni ha pagato per il crimine commesso morendo, il fatto che Xena gli ha ridato la vita non cancella il fatto che comunque è stato già punito. Olimpia fa capire alle amazzoni che la loro convinzione che per restare unite sia necessario perpetuare delle leggi così violente è sbagliata, alcune di loro sono d'accordo con lei consce di quanto sia insensato preservare delle leggi che condannano a morte per dei motivi così futili. Corilo viene rilasciato mentre Olimpia, capendo che la vita da regina amazzone non fa per lei, si rimette in viaggio con Xena.
- Nota: 107º episodio della serie, trilogia di Xena esclusa.

## Xena e Antonio e Cleopatra
- Titolo originale: Antony & Cleopatra
- Diretto da: Michael Hurst
- Scritto da: Carl Ellsworth

### Trama
Marco Antonio, Bruto e Ottaviano si contengono il dominio di Roma adesso che Cesare è morto, vogliono l'alleanza di Cleopatra la cui flotta navale è ritenuta la più potente che esista. Mentre Cleopatra si fa il bagno nel latte viene morsa da un serpente morendo, ma non prima di dare ai suoi servi l'ordine di convocare Xena in Egitto. Xena affida a sua madre la piccola Evi per poi raggiungere l'Egitto con Olimpia, ciò che desidera è capire chi dovrebbe essere più degno di diventare il nuovo regnante di Roma, quindi dato che i romani non hanno ancora saputo che Cleopatra è morta, Xena si spaccia per la regina d'Egitto, cerca di conoscere bene Marco Antonio, più volte provocandolo con la sua avvenenza, sebbene Xena a sua volta appaia attratta da lui. Bruto scopre con stupore che Xena e Olimpia sono ancora vive, ammette di essere stato lui a far uccidere Cleopatra sapendo che era solo questione di poco prima che Marco Antonio la convincesse a cedergli la sua flotta navale. Olimpia cerca di capire se Ottaviano sia una persona meritevole di stima, lui ammette che non vuole solo regnare su Roma ma portare la pace sia sul suo impero che su tutti quelli che si trovano nella sua giurisdizione (Pax Romana). Marco Antonio, ignaro che la donna di cui si è infatuato non è Cleopatra ma Xena, rifiuta la flotta navale, adesso vuole solo il suo amore, i due si baciano ma proprio quando Xena era sul punto di concedersi a lui, arrivano i soldati di Bruto che cercano di ucciderlo, ma Marco Antonio armato di spada li uccide tutti, risparmiandone solo uno su richiesta di Cleopatra/Xena in modo che possa avvisare Bruto che adesso lei e Marco Antonio hanno sancito un'alleanza. Xena è rimasta impietrita guardando Marco Antonio uccidere gli uomini di Bruto senza alcuna pietà, ormai ha capito di essersi innamorata di lui essendo debole davanti al fascino di uomini come Marco Antonio, divisi da una doppia natura, quella di crudeli guerrieri ma contemporaneamente quella di uomini capaci di amare con affetto. Xena ha capito che Marco Antonio, se ottenesse il potere su Roma, non farà altro che versare sangue, quindi lo tradisce, facendogli credere che gli cederà la sua flotta, ma in realtà Xena e Olimpia sembrano disposte a stringere un'alleanza con Bruto, tra l'altro Olimpia lo seguirà, lei sarà la garanzia che Xena non lo tradirà. Le navi di Bruto e Marco Antonio si preparano allo scontro sul promontorio di Azio, me le flotte navali egiziane si scagliano sia contro l'imbarcazione di Bruto che contro quella di Marco Antonio, infatti Xena e Olimpia hanno deciso che è meglio che sia Ottaviano a uscire vincitore da questo conflitto, dato che Bruto ormai si è trasformato in un crudele conquistatore. Durante la battaglia Olimpia uccide Bruto, il quale in punto di morte urla il nome di Xena, ed è così che Marco Antonio capisce che la donna di cui si è innamorato era a sua insaputa Xena e non Cleopatra. Marco Antonio, ferito sentendo che la donna di cui si è innamorato ha calpestato la sua fiducia, affronta Xena seppur non con ferocia ma con frustrazione, infine Xena con rammarico lo uccide, in punto di morte Marco Antonio le giura di averla amata sinceramente. Bruto e Marco Antonio sono stati sconfitti, e adesso Ottaviano è il legittimo imperatore di Roma, Xena gli fa promettere di rispettare la nuova alleanza tra Roma e l'Egitto in quanto è l'unico modo per rendere omaggio alla memoria di Cleopatra.
- Nota: 108º episodio della serie, trilogia di Xena esclusa.

## Xena e le lacrime della Morte
- Titolo originale: Looking Death in the Eye
- Diretto da: Garth Maxwell
- Scritto da: Carl Ellsworth

### Trama
Sono trascorsi cinque lustri dalla nascita di Evi, ormai Corilo è diventato un uomo anziano, lui e Melania sono marito e moglie e hanno anche dei figli. Xena e Olimpia sono scomparse e Corilo non si è mai rassegnato di aver perso le sue amiche. Corilo va in una taverna e lì incontra un uomo che è entrato in possesso dell'ultima pergamena scritta da Olimpia che narra l'ultima avventura che lei e Xena hanno affrontato, pronto a cederla a miglior offerente. Corilo compra la pergamena e la legge ai suoi figli: Xena e Olimpia si erano rivolte alle Parche sperando che potessero aiutarle a capire come proteggere Evi dagli Dei, le loro parole sono confuse, affermano infatti che Evi porterà a una nuova era che segnerà il crepuscolo degli Dei, ma ciò avverrà solo quando Xena accetterà l'essenza della morte, tutto fa supporre che Xena debba morire per proteggere Evi. Plutone usa il suo elmo per sfruttare l'invisibilità a suo vantaggio e cogliere di sorpresa Xena e Olimpia, ma non serve a nulla, Xena gli toglie l'elmo, poi arriva Minerva, lei e Plutone affrontano Olimpia e Xena, quest'ultima con il suo chakram distrugge l'elmo di Plutone generando un'esplosione che consenta alle due amiche di fuggire con Evi. Minerva chiede alla divinità Morte (la sposa di Plutone) di privare Evi della vita, tuttavia Morte si rifiuta di agire personalmente, ritenendo che tutti devono affrontare la morte solo quando arriva la propria ora. Vulcano viene raggiunto da Xena e Olimpia che ingaggiano una lotta contro di lui, alla quale assiste Morte, che cade nella trappola delle due guerriere, che infatti battono Vulcano e con le sue catene catturano Morte. Xena avvolge Evi con un panno e la ripone su una carrozza, mentre lei e Olimpia sembrano decise a non liberare Morte, la cui candela sta per consumarsi, quando la fiamma si sarà spenta Morte cesserà di esistere, nessuno morirà, e quindi Xena e Evi sarebbero al sicuro. Morte accusa Xena di essere egoista perché, pur di proteggere la figlia rischia di danneggiare l'equilibrio del mondo, Xena però a sua volta accusa Morte di averle rovinato la vita privandola di coloro a cui voleva bene come Marcus, il figlio Seleuco ma soprattutto la persona che Xena ha amato di più, suo fratello Linceo, chiedendole come si sentirebbe lei se perdesse Plutone o come reagirebbe lui se perdesse Morte, quest'ultima sentendo le sue parole si mette a piangere. Corilo è in una taverna, Olimpia lo raggiunge temendo che gli Dei potrebbero metterlo in pericolo pur di far del male a lei e Xena, ma purtroppo arrivano Minerva e Plutone che minacciando di morte Corilo costringono Olimpia a condurli da Xena e Evi. Minerva costringe Xena a liberare Morte e in cambio la dea libera Olimpia, interviene Marte che alla guida del carro aiuta Xena, Olimpia e Evi a fuggire, poi Marte le lascia sole mentre la loro strada viene sbarrata da Plutone. La storia scritta sulla pergamena di Olimpia si interrompe lì, Corilo quindi racconta ai suoi figli la parte mancante, anche perché Corilo era presente avendo raggiunto le sue amiche, che infatti stavano scappando con il carro a strapiombo sul mare, Plutone, Vulcano e Minerva combinarono i loro poteri per dare fuoco al carro facendolo precipitare sulla spiaggia, Evi venne consumata dalle fiamme e anche Olimpia morì, mentre Xena sotto lo sguardo insensibile degli Dei decise di porre fine alla sua vita tentando di trafiggersi con la sua spada ma Marte le impedì il suicidio. Xena gli chiese di non intromettersi, ormai l'unica cosa che voleva era morire e ingerì del veleno che custodiva in una piccola boccetta. Adesso che anche Xena era morta, Corilo guardò Marte che andò via con i corpi di Xena e Olimpia. Corilo venne poi raggiunto da Ottaviano, il quale aveva con sé Evi, infatti lei non era nel carro avvolta nel panno, Xena l'aveva lasciata sotto la custodia di Ottaviano, mentre quello che Xena aveva bevuto non era veleno, in quella boccetta c'erano le lacrime di Morte, le aveva raccolte quando l'aveva fatta piangere, anche Olimpia le aveva bevute poco prima che Plutone, Vulcano e Minerva le attaccassero, infatti bere le lacrime di Morte induce a uno stato di morte apparente, Xena e Olimpia hanno ingannato gli Dei, era necessario per proteggere Evi dato che le Parche avevano predetto che per far sì che ciò avvenisse Xena doveva interiorizzare l'essenza della morte ma non avevano detto che doveva necessariamente morire. Corilo però ha capito che i problemi non sono finiti, infatti Marte ha portato via i corpi di Xena e Olimpia. Il dio della guerra li ripone tra i ghiacci del monte Vulcano, sa di aver commesso molti errori con Xena e che Olimpia ha saputo darle l'amore incondizionato che lui non è riuscito a offrirle, aggiungendo però che lui ha saputo apprezzare l'indole guerriera di Xena e la sua passione per la lotta come Olimpia invece non ha mai saputo fare, e anche se Xena nei suoi momenti di altruismo apparteneva a Olimpia, quando combatteva invece apparteneva a lui. Marte lascia la spada di Xena e il suo chakram accanto al corpo della guerriera, credendo erroneamente che Olimpia e Xena sono morte le lascia riposare nel ghiaccio.
- Nota: 109º episodio della serie, trilogia di Xena esclusa.

## Xena e la sfida di Livia
- Titolo originale: Livia
- Diretto da: Rick Jacobson
- Scritto da: Chris Manheim

### Trama
Ai piedi del monte Vulcano, un'improvvisa valanga crea una voragine nella grotta dove Xena ed Olimpia sono state seppellite da Marte. La luce del sole inizia a sciogliere le tombe di ghiaccio e le due amiche si risvegliano dal sonno indotto dalle Lacrime della Morte. La preoccupazione della principessa guerriera va subito a sua figlia Evi, la quale, presa in custodia da Ottaviano, non si vede da nessuna parte. Vagando in un vicino villaggio, Xena e Olimpia non hanno memorie di codesto luogo ed una donna le informa del fatto che 25 anni sono passati dalla morte di Xena e che da allora il Dio della guerra (di cui Xena urla il nome a gran voce) è scomparso. Preoccupata e confusa, Xena e la sua amica arrivano ad una taverna gestita da Corilo e Melania, che nel frattempo si sono sposati ed hanno avuto dei figli, il più grande si chiama Virgilio ed è un giovane intelligente oltre che un ottimo guerriero. Lo stupore del loro vecchio compagno di avventure nel rivedere le sue amiche dopo 5 lunghi lustri è a dir poco indescrivibile. Argo è morto, tuttavia ha avuto un figlio che Corilo ha allevato chiamando pure lui Argo, che subito si fa cavalcare da Xena. Corilo spiega a Xena che è stato Ottaviano a prendere in custodia Evi. Passata la generale sorpresa, Xena, Olimpia, Corilo e Virgilio si recano alla volta di Roma per cercare Ottaviano e quindi Evi. Le cose a Roma sono cambiate: la guerriera Livia, campione della città, è una ragazza crudele e sanguinaria e potrebbe creare non pochi problemi alla missione di Xena. Trovato Ottaviano, l'uomo informa Xena che in realtà Livia non è altri che Evi e che, molto presto, la sposerà. Accecata dalla rabbia, Xena giura che sua figlia non sposerà mai un romano, si reca nell'arena dei guerrieri, dove sorprende Marte in procinto di baciare appassionatamente Evi. Xena è disgustata da tutto ciò, e dopo uno scambio di battute cariche di rancore con Marte, si reca subito da Ottaviano, per informarlo che la sua amata Livia è sull'orlo di un baratro: accecata dalla brama di potere, non distingue più cosa è giusto e cosa è sbagliato e Marte, approfittando della situazione, l'ha completamente soggiogata. Proprio per questo motivo, Xena escogita un piano con Ottaviano, per fare in modo che Evi ascolti con le proprie orecchie quali reali sentimenti alberghino davvero nel cuore del Dio della Guerra, sperando, tra l'altro, di avere l'occasione di parlare con sua figlia, per dirle tutta la verità. Nel frattempo, Olimpia, Corilo e suo figlio vengono catturati dai soldati romani, dopo essersi ribellati al loro volere. Livia fa loro visita, dicendo che è disposta a sfidare il campione dei seguaci di Belur, scelto dai prigionieri stessi. Se il campione vincerà contro di lei, saranno liberi, altrimenti verranno tutti uccisi. Xena cerca di far capire a Ottaviano che Livia non lo ama e che lo tradisce con Marte, l'imperatore di Roma ne trova conferma vedendo Livia gelosa al baccanale dove Xena si avvicina a Marte e lui le presta tutte le sue attenzioni. Marte, vedendo l'interesse di Xena per Livia, capisce che quest'ultima è in realtà Evi, ora Marte ha capito che avendo tenuto al sicuro i corpi dormienti (credendole morte) di Xena e Olimpia nei ghiacci senza volerlo ha ritardato di svariati anni il loro risveglio. Livia ascolta in seguito la conversazione tra Marte e Xena e quest'ultima, raggiunta sua figlia nelle stanze reali, la informa del fatto che lei è sua madre e che le vuole bene. Però Livia, non sente ragioni ed ancora più furiosa, le lancia una sfida diretta nell'arena dei gladiatori. Sarà quindi Xena il campione dei seguaci di Belur. Arriva il giorno del combattimento. Madre e figlia si destreggiano ad armi pari sotto gli occhi di Roma, finché Xena, utilizzando il suo colpo immobilizzante, non stende Evi al tappeto. La folla chiede sangue e Livia stessa prega la sua avversaria di ucciderla, ma Xena sa che non potrà mai rinunciare a sua figlia, quindi la risparmia. Ottaviano guarda Xena e le rivolge il segno del pollice alzato. Il campione di Belur ha vinto e i prigionieri sono liberi. Accecata dalla sete di vendetta, Livia minaccia Xena e fugge dall'arena. Ora sarà compito di Xena ed Olimpia ritrovarla, per tentare di farla tornare sulla retta via prima che possa distruggersi o con le sue mani, o prima che gli dèi la annientino.
- Nota: 110º episodio della serie, trilogia di Xena esclusa.

## Xena e il ricatto di Marte
- Titolo originale: Eve
- Diretto da: Mark Beesley
- Scritto da: George Strayton e Tom O'Neill

### Trama
In preda al furore, Livia massacra e crocifigge gli abitanti di un intero villaggio, come esempio di imposizione della sua forza contro sua madre e contro tutti i seguaci di Belur. Xena e gli altri accorrono sul posto, prestando soccorso alle vittime. Marte, parlando con la principessa guerriera, le dice che il suo desiderio di avere un figlio da lei, non è più una questione di scelta, ma un vero e proprio ordine. La situazione diventa ancora più complicata quando, in seguito ad un altro scontro tra Xena e Livia, quest'ultima tenta di uccidere Olimpia, quindi Corilo cerca di salvarla sebbene il suo intervento non fosse necessario dato che Xena stava già per fermare Livia con il suo chakram, infine Livia uccide Corilo a sangue freddo. L'uomo, da sempre innamorato di Olimpia, cercava solo di proteggere le sue amiche, in onore del forte legame che da sempre li aveva uniti, e muore senza paura circondato da Olimpia, Xena e Virgilio. Quest'ultimo è assetato di vendetta ed Olimpia, addolorata, inizia a rendersi conto che forse la tanto amata Evi non esiste più. La dolce bambina allevata insieme alla sua migliore amica è diventata una minaccia che necessita assolutamente di essere fermata, prima che possa versare il sangue di altre vittime innocenti. Anche Xena prende coscienza di questo, ed isolatasi vicino ad un albero, rivolge gli occhi al cielo, chiedendo l'aiuto di Belur e pregandolo di guidarla ancora una volta con i suoi insegnamenti attraverso il dolore, perché la guerriera proprio non riesce a comprendere come possa esser possibile che si trovi costretta ad uccidere sua figlia. Nonostante ciò, Xena organizza un contrattacco contro Livia: nascostasi insieme ad un pugno di guerrieri all'interno di uno dei templi costruiti in onore di Belur, attende l'arrivo di sua figlia, aiutata da Olimpia e da Virgilio, ma soprattutto dai soldati di Ottaviano che ha deciso di rivoltarsi contro Livia. Quando arriva Livia lo scontro è inevitabile, ancora una volta la principessa guerriera ha la meglio, ma, sul più bello, non riesce ad utilizzare il chakram per togliere la vita alla figlia: nuovamente, sembra che la compassione segni la fine di tutto, visto che Livia, ribellatasi, butta a terra sua madre, pronta a trafiggerla con la sua spada. A quel punto dal tetto del tempio penetra un accecante raggio di energia luminosa: è Belur, che per aiutare Xena mostra a Livia tutto ciò che accadde prima che lei si trasformasse in una feroce assassina. La luce svanisce e Livia, dopo essere fuggita via sconvolta per le sue illazioni, torna ad essere Evi. Virgilio cerca di ucciderla per vendicare il padre ma Xena riesce a fermarlo, mentre Evi si allontana dal tempio. Xena perde di vista sua figlia ma quando Olimpia si avvicina all'amica Xena sorride, dicendole che forse è accaduto un miracolo.
- Nota: 111º episodio della serie, trilogia di Xena esclusa.

## Xena e la caduta degli dèi
- Titolo originale: Motherhood
- Diretto da: Rick Jacobson e R.J. Stewart
- Scritto da: R.J. Stewart

### Trama
Minerva e gli altri Dei, ora che hanno scoperto che Evi non è morta e che la minaccia della fine degli Dei grava ancora su di loro, discutono su come agire. Minerva ha in mente un piano, ritiene poco prudente attaccare Evi e Xena sapendo quando quest'ultima possa essere pericolosa, saranno infatti le Furie a occuparsi di Evi, in ogni caso Venere chiede a Minerva cosa ne sarà di Olimpia, che infatti Venere reputa la sua amica più cara: in maniera allusiva Minerva le fa capire che una volta uccisa Evi nemmeno Olimpia verrà risparmiata. Intanto Xena e Olimpia trovano Evi che vaga nel deserto, Olimpia non è sicura di volerla aiutare non potendo dimenticare che lei ha ucciso Corilo, tuttavia Xena la convince a dare a Evi una possibilità dato che pure lei merita la redenzione. Xena e Olimpia portano Evi su una spiaggia dove "Il Predicatore" bagna Evi con l'acqua del mare assolvendola dai suoi peccati. Xena viene illuminata da un fascio di fuoco sceso dal cielo, poi appaiono Deimos, Diana, Nettuno, Discordia, Plutone e Vulcano, il loro obiettivo è uccidere Evi benché Minerva avesse dato ordine di non muovere nessun attacco diretto contro le loro nemiche. Plutone materializza un globo di fuoco e lo lancia contro Xena ma lei con la sua spada riesce a deviarlo contro Nettuno uccidendolo, Discordia attacca Xena la quale però uccide pure lei decapitandola con un colpo di spada. Vulcano lancia contro Xena la sua ascia ma lei la ferma con il chakram, proprio quando Vulcano stava per usare le sue catene, Xena afferra l'ascia di Vulcano usandola contro di lui infliggendogli un colpo mortale con il quale lo uccide, prendendo poi possesso delle sue catene. Arrivano Marte e Minerva, quest'ultima rimprovera gli Dei per aver trasgredito i suoi ordini, mentre Xena, Olimpia e Evi fuggono. Olimpia pretende una spiegazione da Xena, non riesce a comprendere come abbia fatto la sua amica ad acquisire la facoltà di uccidere gli Dei: Xena le spiega che il fascio infuocato che prima le era apparso, era uno spirito inviato da Michele, che infatti le ha dato il potere di uccidere gli Dei per proteggere Evi la quale è destinata a diventare la messaggera dell'amore. Minerva ha capito che comunque è Evi la fonte del nuovo potere di Xena, basterà uccidere Evi e a quel punto Xena non avrà più il potere di togliere la vita agli Dei. Xena e Olimpia portano Evi nella taverna che apparteneva a Corilo, proprio lì Virgilio cerca di ucciderla venendo però fermato da Xena. Evi è pentita di quello che ha fatto, sarebbe anche disposta a dare via la sua vita pur di restituire a Virgilio suo padre. Virgilio decide di non ucciderla pur continuando a odiarla, dato che Corilo era un uomo buono, incapace di fare del male agli altri, e lei lo ha ucciso senza esitazione. Xena fa capire a Evi che deve abituarsi all'odio degli altri. Melania, distrutta dalla morte di Corilo, si è trasferita ad Atene con i figli, alcuni parenti le hanno dato ospitalità, Virgilio si incammina per raggiungere la madre e i fratelli. Xena, Olimpia e Evi trascorrono la notte nella taverna, le Furie iniziano a plagiare la mente di Olimpia instillando in lei l'idea che Evi è irrimediabilmente destinata a fare altro male, Olimpia pugnala Evi alla schiena con il suo sai sotto gli occhi di Xena che istintivamente colpisce Olimpia alla testa con il chakram. Sia Olimpia che Evi sono gravemente ferite, arriva Venere la quale non intende far del male a Xena, lei è solo preoccupata per Olimpia quindi Xena le chiede di accudire sia Olimpia che Evi. Diana, Deimos, Plutone e Minerva attaccano Xena, infatti sebbene Minerva fosse disposta a risparmiare la vita a Xena se lei le avesse consegnato Evi, la principessa guerriera affronta gli Dei senza esitazione, e dopo una feroce battaglia uccide Deimos e Plutone mentre Minerva e Diana tornano nell'Olimpo avendo chiaramente compreso che non possono battere Xena. Marte cerca di uccidere Evi, tra l'altro Venere non intende proteggerla, ma Xena ferisce Marte al braccio destro con il chakram e lui fugge via, Venere non può guarire Olimpia perché solo col benestare di Minerva una divinità può salvare un mortale. Venere si limita a portare Xena, Olimpia e Evi sull'Olimpo, lì Xena ferisce Marte per mezzo di una balestra con una freccia alla gamba per poi avvolgerlo con le catene di Vulcano rendendolo inoffensivo. Xena al cospetto di Minerva le propone un accordo: se salverà Evi e Olimpia lei non farà mai più del male agli Dei, ma Minerva si rifiuta di scendere a compromessi con la sua nemica, Diana con il suo arco scaglia due frecce contro Xena che però le afferra al volo e le lancia contro la stessa Diana uccidendola. Ora resta solo Minerva, tuttavia Xena è pronta a risparmiarle la vita se lei salverà Evi e Olimpia, ma l'orgoglio di Minerva le impedisce di scendere a patti con una mortale, Minerva e Xena si affrontano, quest'ultima la trafigge con la sua spada, ma Minerva non subisce nessun danno: Evi e Olimpia sono morte a causa delle loro ferite, quindi ora che Evi ha perso la vita Xena non ha più il potere di uccidere gli Dei. Minerva riesce a sopraffare Xena e proprio quando era sul punto di ucciderla, Xena infilza Minerva con la sua spada uccidendola, infatti Marte sacrificando i suoi poteri di divinità ha riportato in vita Olimpia e Evi, di conseguenza dato che quest'ultima ha ripreso a vivere Xena ha riottenuto il suo potere di uccidere gli Dei. È stato l'amore che Marte prova per Xena a spingerlo a tradire Minerva, infine Xena lo ringrazia sentitamente. Ora che gli Dei sono stati sconfitti, Xena, Olimpia e Evi vanno su una spiaggia dove si godono un momento di serenità, ormai Olimpia non porta più rancore a Evi per la morte di Corilo, adesso Xena ha capito che Olimpia è una madre per Evi almeno quando lo è lei, e finalmente sono di nuovo tutte e tre unite.
- Nota: 112º episodio della serie, trilogia di Xena esclusa.